# Corpo di spedizione del Tonchino
Il Corpo di spedizione del Tonchino (Corps expéditionnaire du Tonkin) fu un importante comando militare francese che operò nel Tonchino (Vietnam settentrionale) dal giugno 1883 all'aprile 1886. Il corpo di spedizione combatté nella campagna del Tonchino (1883-1886), partecipando alle campagne contro l'Esercito della bandiera nera, alla guerra franco-cinese (agosto 1884-aprile 1885) e al periodo di ostilità non dichiarate che la precedette (agosto 1883-giugno 1884), e ad importanti operazioni contro bande di guerriglieri vietnamiti durante la pacificazione del Tonchino (maggio 1885-febbraio 1886).

## Comandanti ed operazioni militari

### Il generale Alexandre-Eugène Bouët (1833–1887)

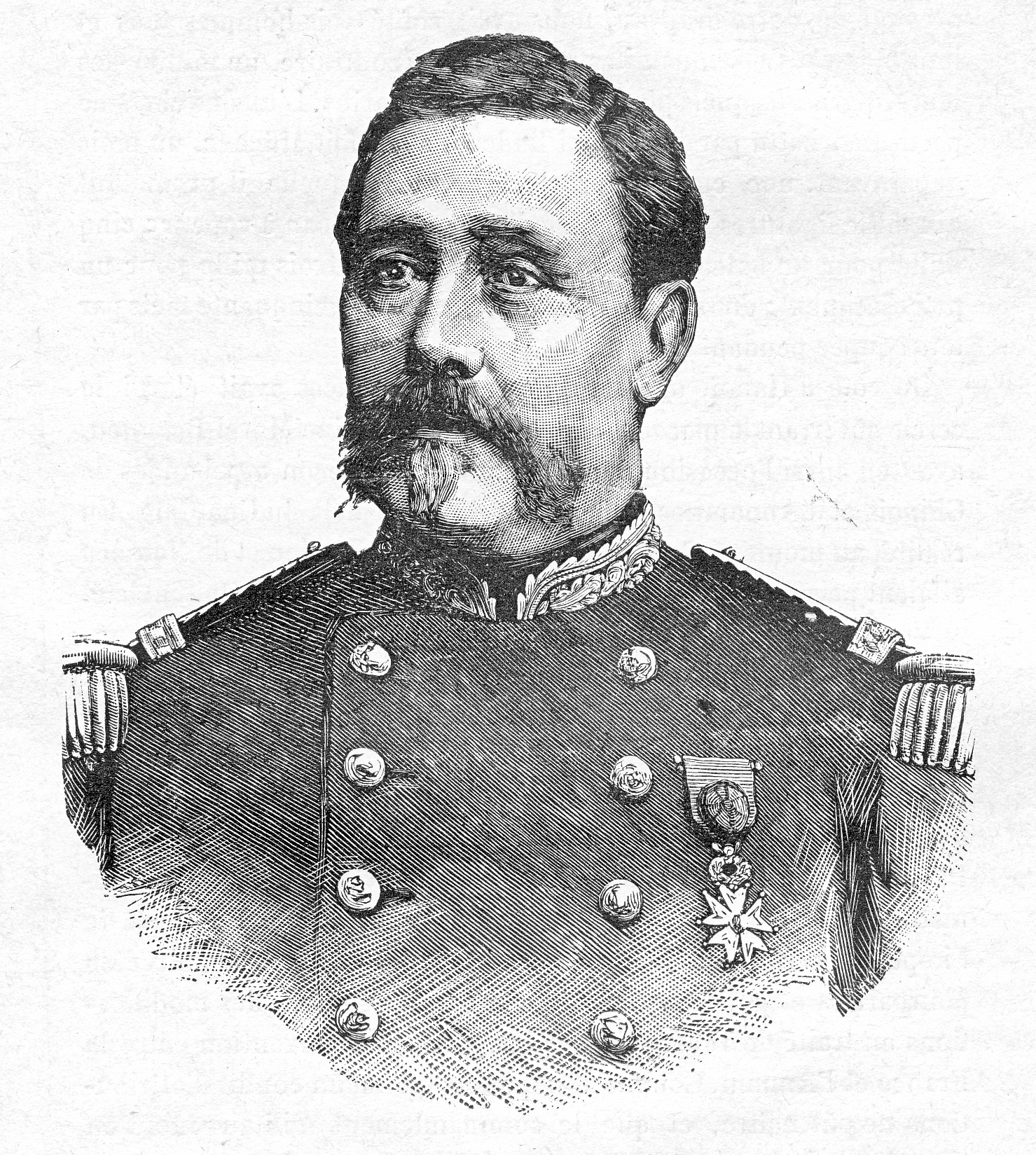
Il generale Alexandre-Eugène Bouët (1833–1887)

Il corpo di spedizione fu istituito nel giugno 1883 a seguito della sconfitta e della morte di Henri Rivière nella battaglia di Cầu Giấy (19 maggio 1883), per consolidare il protettorato francese nel Tonchino. Il suo primo comandante fu il generale di brigata Alexandre-Eugène Bouët (1833-1887), l'ufficiale di fanteria di marina più anziano disponibile nella colonia francese della Cocincina. Bouët introdusse una leggera uniforme estiva di colore nero per le truppe francesi nel Tonchino e ordinò loro di coprire gli elmetti bianchi con un tessuto nero per dare meno nell'occhio. Si trattava di innovazioni ragionevoli, apprezzate dai soldati comuni. Il primo compito di Bouët fu quello di mettere in sicurezza le postazioni francesi di Hanoi, Nam Định e Haiphong contro gli attacchi delle Bandiere nere e dei vietnamiti. Nel luglio 1883 si preparò a passare all'offensiva, reclutando 800 soldati della Bandiera gialla per aumentare le forze a sua disposizione. Pressato dal commissario generale civile Jules Harmand ad attaccare al più presto l'Esercito della bandiera nera di Liu Yongfu che aveva le due posizioni sul fiume Đay, iniziò le operazioni nell'agosto 1883, nonostante il caldo e l'umidità dell'estate del Tonchino. Bouët attaccò due volte i trinceramenti tenuti dalle Bandiere nere, nella battaglia di Phủ Hoài (15 agosto 1883) e nella battaglia di Palan (1º settembre 1883). Entrambe le battaglie furono deludenti per i francesi, e il comando di Bouët fu anche disturbato da disaccordi con Jules Harmand sulla strategia francese nel Tonchino. All'inizio del settembre 1883 Bouët si dimise. Poco prima di dimettersi, Bouët raccomandò al governo francese di costituire il Corpo di spedizione del Tonchino come una normale divisione dell'esercito a due brigate, con il complemento di artiglieria e il supporto ausiliario. Questa raccomandazione fu accolta dal Ministero dell'Esercito e attuata nel febbraio 1884.

### Il tenente colonnello Anicet-Edmond-Justin Bichot (1835–1908)

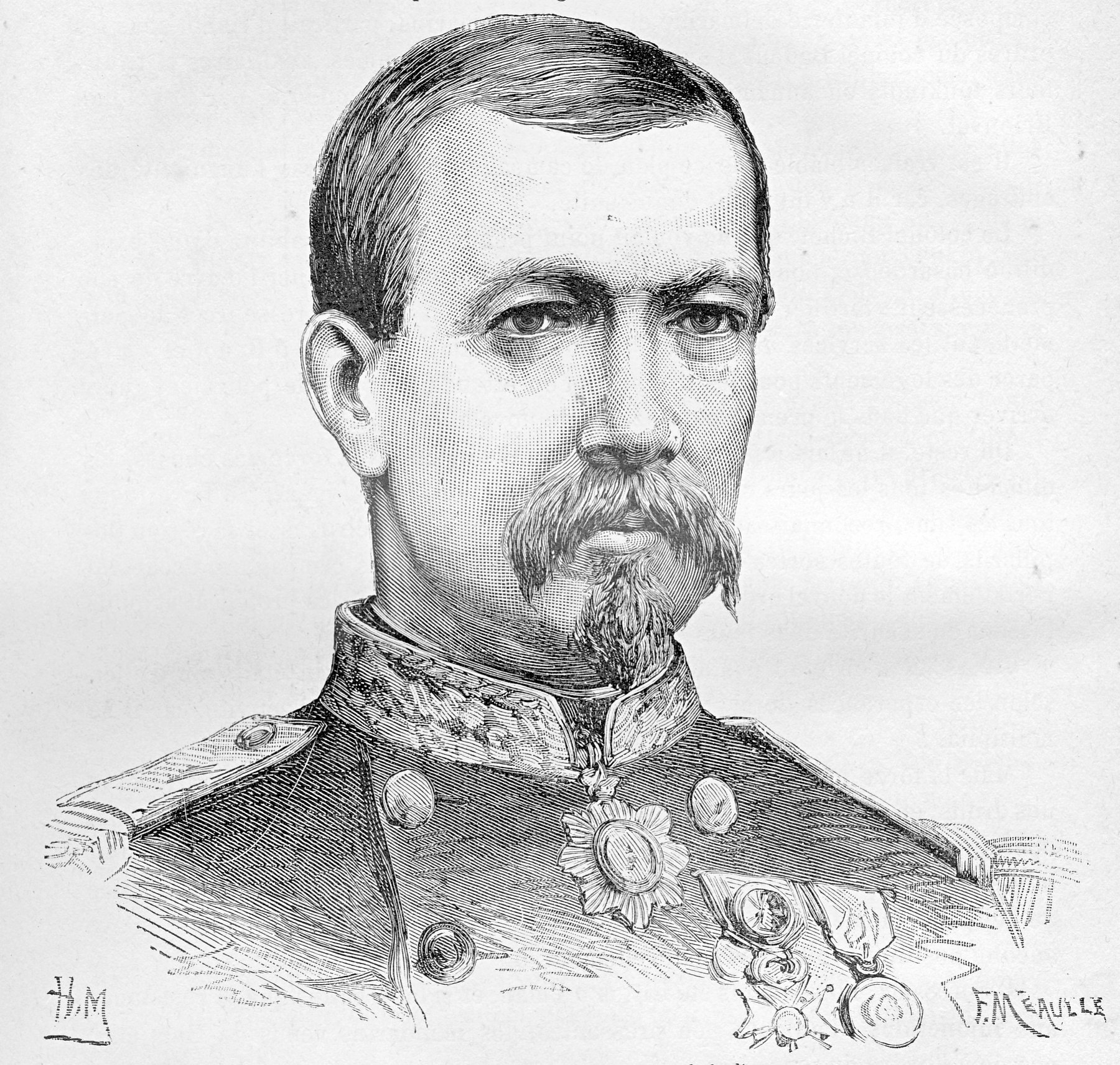
Il tenente colonnello Anicet-Edmond-Justin Bichot (1835–1908)

In seguito alle inaspettate dimissioni di Bouët, il comando del corpo di spedizione passò per breve tempo al tenente colonnello Anicet-Edmond-Justin Bichot (1835-1908), l'ufficiale di fanteria di marina più importante del Tonchino. L'interregno di Bichot durò solo poche settimane e non vide battaglie su larga scala tra i francesi e le Bandiere nere. Il suo breve comando si distinse soprattutto per una ricognizione in forze verso Sơn Tây, compiuta il 18 settembre 1883, nel corso della quale i francesi recuperarono i resti di Henri Rivière, il cui corpo mutilato era stato sepolto vicino al campo di battaglia, nel villaggio di Kien Mai.

### L'ammiraglio Anatole-Amédée-Prosper Courbet (1827–1885)

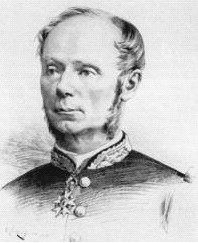
L'ammiraglio Anatole-Amédée-Prosper Courbet (1827-1885)

In seguito all'arrivo nel Tonchino di consistenti rinforzi nel novembre e dicembre 1883, il governo francese mise l'ammiraglio Amédée Courbet, comandante della Divisione navale delle coste del Tonchino, al comando del corpo di spedizione. Courbet comandò il corpo di spedizione durante la campagna di Sơn Tây (dicembre 1883). Tra i suoi molti altri talenti, Courbet era un amministratore di prim'ordine ed era profondamente rispettato dagli uomini del corpo di spedizione per il suo impegno nel garantire che la vita militare si svolgesse il più agevolmente possibile. Questo aspetto del suo comando fu ricordato molto tempo dopo la sua partenza. Se la posta si smarriva, o se un'unità perdeva la strada durante una marcia, i soldati dicevano: "Non sarebbe successo se Courbet fosse stato ancora al comando".
Le campagne del 1883 nel Tonchino erano state condotte, come la maggior parte delle imprese coloniali francesi, dalle troupes de marine ed erano state supervisionate dal Ministero della Marina. Nel dicembre 1883, tuttavia, in vista del crescente impegno di truppe dall'Algeria al Tonchino, il Ministero dell'Esercito insistette per nominare un generale dell'esercito al comando del Corpo di spedizione del Tonchino, che d'ora in poi sarebbe stato costituito come una divisione di fanteria a due brigate con il normale complemento di artiglieria e altre armi di supporto. Il gabinetto di Jules Ferry approvò questa raccomandazione e il 16 dicembre 1883 Courbet fu sostituito al comando del corpo di spedizione dal generale Charles-Théodore Millot - ironia della sorte, proprio il giorno in cui catturò Sơn Tây. Courbet riprese il comando della Divisione navale delle coste del Tonchino e per i sei mesi successivi svolse un ruolo subordinato e poco gradito, dando la caccia alle bande di pirati vietnamiti nel golfo del Tonchino mentre Millot conquistava la gloria nella campagna di Bắc Ninh.

### Il generale Charles-Théodore Millot (1829–1889)

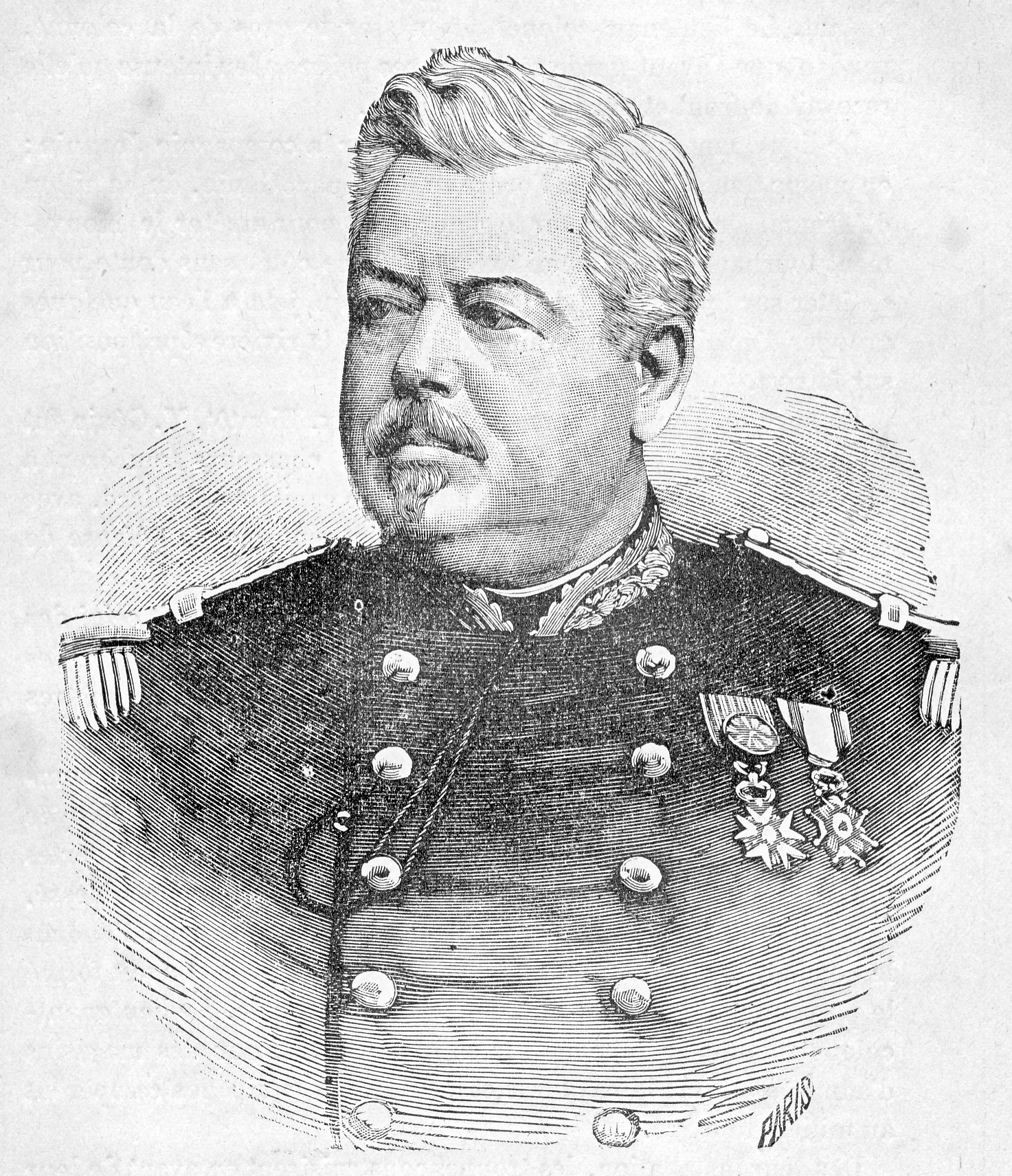
Il generale Charles-Théodore Millot (1829–1889)

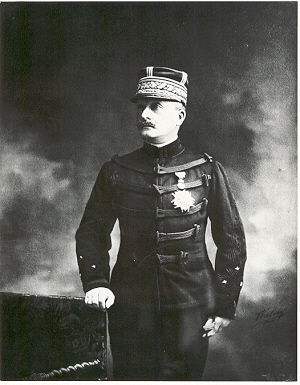
Il generale François de Négrier (1842–1913)

All'inizio del 1884 l'arrivo di ingenti rinforzi dalla Francia e dalle colonie africane portò gli effettivi del corpo di spedizione a oltre 10000 uomini. Il nuovo comandante, il generale di divisione Charles-Théodore Millot (1829-1889), organizzò l'unità in due brigate. La 1ª Brigata era comandata dal generale di brigata Louis Brière de l'Isle (1827-1896), che si era fatto notare in precedenza come governatore del Senegal. La 2ª Brigata era comandata dal generale di brigata François de Négrier (1842-1913), un giovane e carismatico comandante della Legione Straniera che aveva recentemente sedato una grave ribellione araba in Algeria.
Millot comandò il corpo di spedizione per otto mesi, da febbraio a settembre 1884. Durante il suo mandato organizzò due grandi campagne per catturare Bắc Ninh e Hưng Hóa (marzo e aprile 1884) e due spedizioni più modeste per catturare Thái Nguyên e Tuyên Quang (maggio e giugno 1884). Nella campagna di Bắc Ninh ottenne una spettacolare vittoria contro l'esercito del Guangxi di Xu Yanxu. Con la presa di Hưng Hóa riuscì, senza perdere un uomo, a sconfiggere Liu Yongfu che si era trinecrato in un formidabile sistema difensivo. Dopo essersi opposto strenuamente all'invio di una colonna per occupare Lạng Sơn nel caldo dell'estate del Tonchino, uscì indenne dall'inchiesta ufficiale sulle circostanze dell'imboscata di Bắc Lệ (giugno 1884).
Millot fu probabilmente il comandante di maggior successo tra i tanti del corpo di spedizione, ma era impopolare sia tra i suoi ufficiali che tra i suoi uomini, che lo consideravano troppo prudente. Significativamente, la sua decisione di fermare l'inseguimento, da parte del generale de Négrier, delle forze cinesi sconfitte nella campagna di Bắc Ninh gli fu rinfacciata anche se aveva valide ragioni militari per questa decisione. Le truppe diedero immediatamente soprannomi vietnamiti ai loro tre generali. L'ammirato de Négrier divenne Maolen ("Veloce!"), Brière de l'Isle Mann Mann ("Lento!") e Millot Toi Toi ("Fermo!"). La carriera di Millot nel Tonchino si conclude con una nota negativa. In cattive condizioni di salute e costernato per il modo in cui il governo francese aveva usato l'imboscata di Bắc Lệ come pretesto per una guerra contro la Cina, presentò le sue dimissioni nel settembre 1884. Nel suo ultimo ordine del giorno, si descrisse come "un uomo malato e deluso".

### Il generale Louis-Alexandre-Esprit-Gaston Brière de l'Isle (1827–1896)

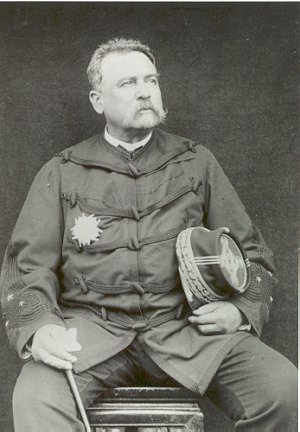
Il generale Louis Brière de l'Isle (1827–1896)

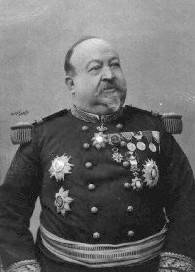
Colonel Ange-Laurent Giovanninelli (1839–1903)

Millot fu sostituito come generale in capo dal suo comandante di brigata più anziano, Louis Brière de l'Isle. Brière de l'Isle nominò il colonnello Dujardin al comando provvisorio della 1ª Brigata durante l'autunno e l'inverno del 1884. Nel gennaio 1885, alla vigilia della campagna di Lạng Sơn, il colonnello Ange-Laurent Giovanninelli (1839-1903) arrivò in Tonchino e assunse il comando della 1ª Brigata. Il generale de Négrier rimase al comando della 2ª Brigata.
Brière de l'Isle era un leader naturale e sotto il suo comando il corpo di spedizione raggiunse un elevato standard di eccellenza professionale. Nell'ottobre 1884, nella campagna di Kép, Brière de l'Isle sconfisse un'invasione cinese del delta del Tonchino, sfruttando abilmente la mobilità delle cannoniere francesi per concentrare le sue forze contro entrambe le ali dell'esercito del Guangxi. Nella prima metà del febbraio 1885, con la campagna di Lạng Sơn, portò in trionfo il corpo di spedizione a Lạng Sơn. Il successo della campagna fu dovuto tanto alla meticolosa pianificazione e organizzazione di Brière de l'Isle quanto al coraggio e alla professionalità delle truppe da lui guidate. A metà febbraio, dopo aver sostato solo pochi giorni a Lạng Sơn per rifornire le sue truppe, Brière de l'Isle marciò con la 1ª Brigata di Giovanninelli da Lạng Sơn fino ad Hanoi, per poi risalire il Fiume Rosso e il Fiume Chiaro per alleviare l'assedio di Tuyên Quang. Sebbene i francesi abbiano subito pesanti perdite nella battaglia di Hòa Mộc (2 marzo 1885), catturarono la postazione di blocco di Liu Yongfu e sfondarono a Tuyên Quang. Il soccorso di Tuyên Quang, il 3 marzo 1885, fu l'apice della carriera di Brière de l'Isle.
Il susseguirsi di successi di Brière de l'Isle ebbe termine nella seconda metà del marzo 1885, con le sconfitte francesi nella battaglia di Phu Lam Tao e (ben più grave) nella battaglia di Bang Bo. Anche se de Négrier recuperò la sconfitta di Bang Bo infliggendo ai cinesi perdite che paralizzarono l'esercito del Guangxi nella battaglia di Ky Lua (28 marzo 1885), la disastrosa decisione del tenente colonnello Paul-Gustave Herbinger di ritirarsi da Lạng Sơn trasformò una vittoria tattica francese in una sconfitta strategica. Anche se Brière de l'Isle stabilizzò presto la situazione, i francesi avevano perso le conquiste faticosamente ottenute nella campagna di febbraio. Nel frattempo, Brière de l'Isle sapeva che sarebbe passato alla storia non come il vincitore di Lạng Sơn e Tuyên Quang, ma come il generale che aveva inviato il famigerato "telegramma Lạng Sơn" che fece cadere il governo di Jules Ferry. Negli anni successivi, a chi gli chiedeva delle sue esperienze durante la guerra franco-cinese, rispondeva: "Parliamo d'altro. Quella campagna ha lasciato l'amaro in bocca a tutti!".
Forti rinforzi furono inviati nel Tonchino in seguito alla ritirata da Lạng Sơn, portando nell'estate del 1885 il numero totale di soldati francesi nel Tonchino a 35000. Nel maggio e nel giugno 1885 migliaia di truppe francesi fresche si riversarono nel Tonchino, sommergendo i veterani delle due brigate che avevano combattuto la guerra franco-cinese, e il corpo di spedizione fu riorganizzato in due divisioni a due brigate. Il 1º giugno 1885 Brière de l'Isle fu sostituito al comando del corpo di spedizione dal generale Philippe-Marie-Henri Roussel de Courcy (1827-1887), ma rimase in Tonchino per diversi mesi come comandante della 1ª divisione del corpo di spedizione ampliato. A De Négrier, che si era ripreso dalla ferita riportata nella battaglia di Ky Lua (28 marzo 1885), fu affidato il comando della 2ª Divisione.

### Il generale Philippe-Marie-Henri Roussel de Courcy (1827–1887)

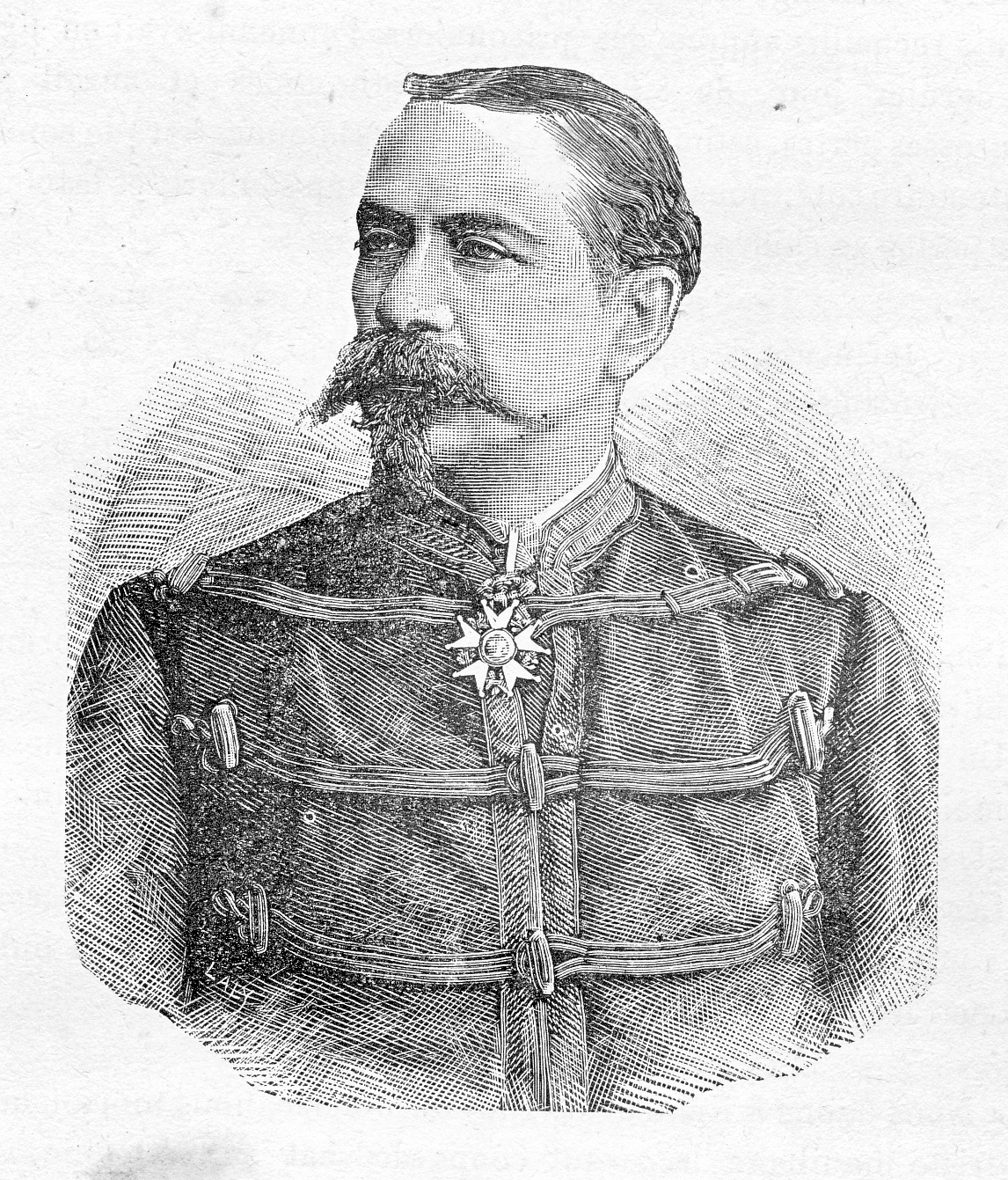
Il generale Philippe-Marie-Henri Roussel de Courcy (1827–1887)

Il comando di de Courcy fu segnato da una crescente resistenza al dominio francese nel Tonchino e da una vera e propria insurrezione nell'Annam. Fu anche memorabile per un'epidemia di colera che travolse il corpo di spedizione nell'estate e nell'autunno del 1885, esacerbata dalla negligenza di de Courcy nelle precauzioni di quarantena. A causa dell'epidemia morirono più soldati francesi che in tutti i nove mesi della guerra franco-cinese. Elementi del corpo di spedizione del Tonchino furono attaccati a Huế il 2 luglio 1885 nella cosiddetta imboscata di Huế, che diede inizio all'insurrezione annamese. Poiché il governo francese gli aveva vietato di lanciare un'invasione su larga scala dell'Annam, de Courcy sbarcò le truppe lungo la vulnerabile costa del Vietnam centrale per impadronirsi di una serie di punti strategici e per proteggere le comunità cattoliche vietnamite, che avevano subito i massacri di cristiani compiuti dagli insorti annamesi a Quảng Ngãi e Bình Định. Momenti chiave dell'intervento di de Courcy furono l'occupazione di Vinh da parte del tenente colonnello Chaumont in agosto e il soccorso di Qui Nhơn e la cattura di Bình Định da parte del generale Prud'homme in settembre. Nel novembre 1885 una cosiddetta "colonna Annam" al comando del tenente colonnello Mignot partì da Ninh Bình, nel Tonchino meridionale, e marciò fino a Huế, disperdendo tutte le bande di insorti che tentarono di contrastarne l'avanzata.
Nell'ottobre 1885, il corpo di spedizione intraprese una campagna su larga scala nel Tonchino per catturare la vecchia base dell'Esercito dello Yunnan a Thanh May sul Fiume Rosso, occupata dagli insorti vietnamiti sotto il comando di Nguyễn Quang Bích alla fine della guerra franco-cinese. De Négrier condusse anche un'importante campagna nella regione di Bai Sai, vicino ad Hanoi. De Courcy fu avvertito dai suoi ufficiali medici superiori di non mescolare unità in cui il colera era già scoppiato con unità non infette. Egli ignorò questo consiglio, con il risultato che ci furono numerosi morti per colera sia nella colonna di Thanh May che in quella di Bai Sai.

### Il generale Charles-Auguste-Louis Warnet (1828–1913)
Nel dicembre 1885, disgustato dall'ottusità di de Courcy, il generale Briere de l'Isle presentò le sue dimissioni e tornò in Francia. Poco dopo, anche il capo di stato maggiore di de Courcy, il generale Charles-Auguste-Louis Warnet (1828-1913), chiese di tornare in Francia. Il Ministero dell'Esercito si rese tardivamente conto che le cose non andavano bene nel Tonchino. Rifiutò le dimissioni di Warnet e richiamò invece de Courcy in Francia il 16 gennaio 1886. De Courcy fu brevemente sostituito al comando del corpo di spedizione dal generale Warnet.
Warnet, nonostante le numerose evidenze del fatto che il Tonchino era tutt'altro che pacificato, era un politico. Sapendo che l'opinione pubblica francese non voleva più sentire notizie di banditi e pirati, dichiarò che il Tonchino era pacificato e raccomandò al Ministero dell'Esercito il declassamento formale del corpo di spedizione in una divisione di occupazione. La decisione di Warnet di rendere sicura la linea del Fiume Rosso fino al confine con lo Yunnan diede un certo rilievo a questa affermazione. Nel marzo 1886 il tenente colonnello de Maussion avanzò lungo il Fiume Rosso, non incontrando quasi alcuna resistenza, e occupò la città di Lào Cai, al confine con la Cina. Nell'aprile 1886 il corpo di spedizione fu ridotto a una divisione di occupazione a tre brigate, sotto il comando del generale Édouard-Ferdinand Jamont (1831-1918).

## Forza, organizzazione e ordine di battaglia
Anche se il Corpo di spedizione del Tonchino raggiunse alla fine una forza di 35000 uomini, non fu mai in grado di mettere in campo contro gli eserciti cinesi più di una frazione delle sue truppe. La maggior parte dei suoi uomini era impegnata in compiti di guarnigione e in operazioni di rastrellamento contro i combattenti della resistenza vietnamita ("banditi" o "pirati", come li chiamavano i francesi). Courbet mise in campo 9000 uomini durante la campagna di Sơn Tây e Millot 12000 uomini nella campagna di Bắc Ninh. De Négrier comandò poco meno di 3000 uomini durante la Campagna di Kép dell'ottobre 1884, e Brière de l'Isle riuscì solo con difficoltà a mettere in campo 7200 uomini nella campagna di Lạng Sơn del febbraio 1885. De Courcy concentrò 6000 fanti, sette batterie di artiglieria e tre squadroni di cavalleria per la campagna di Thanh May dell'ottobre 1885.

### Ordine di battaglia a Phủ Hoài, a Palan e nella campagna Sơn Tây
Durante i mandati di Bouët e Courbet, il grosso del corpo di spedizione fu tratto dalle troupes de marine, come si addiceva a una tradizionale campagna coloniale, e la campagna fu supervisionata dal Ministero della Marina. Durante i mesi di giugno e luglio 1883, le poche compagnie di fanteria di marina del Tonchino che avevano combattuto sotto il comando di Rivière a Nam Định e Cầu Giấy furono rinforzate da un afflusso di fanteria di marina proveniente dalla Francia e dalla Nuova Caledonia. Nella battaglia di Phủ Hoài (15 agosto 1883), Bouët schierò tre battaglioni di fanteria di marina (chef de bataillon Chevallier, Lafont e Roux), tre batterie di artiglieria di marina (capitani Isoir, Dupont e Roussel), cinque compagnie di fuculieri cocincinesi e circa 450 ausiliari della Bandiera gialla. La battaglia di Palan (1º settembre 1883), di minore entità, fu combattuta da due battaglioni di fanteria di marina (chefs de bataillon Berger e Roux), dalla batteria di Roussel e dalle Bandiere gialle. Gli ausiliari delle Bandiee Gialle saccheggiarono un pacifico villaggio vietnamita poco dopo la battaglia e Bouët fu costretto a scioglierli. Molti dei congedati delle Bandiere gialle si unirono prontamente all'Esercito della Bandiera nera di Liu Yongfu, a Sơn Tây. Tre mesi dopo avrebbero combattuto contro i loro ex padroni.
L'impegno delle unità di fanteria di marina e di artiglieria di marina raggiunse l'apice nella campagna di Sơn Tây (dicembre 1883). La colonna di Courbet comprendeva quattro battaglioni di fanteria di marina (chef de bataillon Roux, Chevallier, Dulieu e Reygasse) e sei batterie di artiglieria di marina (capitani Isoir, Dupont, Roussel, Roperh, Péricaud e Dudraille). Come spesso accadeva nella guerra coloniale francese, i marsouins e i bigors erano supportati da ausiliari indigeni e da distaccamenti navali. La colonna di Sơn Tây comprendeva un battaglione di fucilieri di marina (capitano di fregata Laguerre), 800 fucilieri tonkinesi (chef de bataillon Bertaux-Levillain), quattro compagnie di fucilieri cocincinesi e una batteria navale da 65 millimetri (tenenete di vascello' Amelot). Ma la colonna comprendeva anche due battaglioni di Turcos appena arrivati (chef de bataillon Jouneau e Letellier) e il 1º Battaglione della Legione Straniera (tenente colonnello Donnier). La presenza di unità della Legione e della Turco a Sơn Tây era un presagio delle cose a venire.
Il Ministero dell'Esercito insistette affinché la campagna del Tonchino fosse condotta da un generale dell'esercito regolare e Courbet fu sollevato dal comando del corpo di spedizione il 16 dicembre 1883 (ironia della sorte, proprio il giorno in cui catturò Sơn Tây). In seguito, l'esercito in Algeria avrebbe fornito la maggior parte delle formazioni inviate nel Tonchino e la guerra terrestre contro le Bandiere nere e la Cina sarebbe stata gestita dal Ministero dell'Esercito.

### Rinforzi nel febbraio 1884
Nel novembre 1883 la Camera dei Deputati approvò l'invio di altri 6500 uomini nel Tonchino. Si trattava del più grande movimento di truppe di questo tipo durante il conflitto con la Cina. I nuovi arrivati comprendevano sei battaglioni di fanteria fresca, raggruppati in due reggimenti di marcia. Il primo reggimento, che comprendeva tre battaglioni di fanteria di linea provenienti dalla Francia, era al comando del tenente colonnello Defoy. I tre battaglioni, il 23º, il 111º e il 143º, erano comandati rispettivamente dallo chef de bataillon Godart, dal tenente colonnello Chapuis e dallo chef de bataillon Farret. Il secondo reggimento, guidato dal tenente colonnello Jacques Duchesne della Legione Straniera, era fornito dal 19º Corpo d'Armata in Algeria e comprendeva un battaglione della Legione, un battaglione di Turcos e uno dei battaglioni disciplinari di fanteria leggera d'Africa. Questi tre battaglioni, il 2º Battaglione della Legione, il 1º Battaglione del 3º Reggimento Tirailleurs algériens (Turcos) e il 2º Battaglione africano, erano comandati rispettivamente dagli chef de bataillon Hutin, de Mibielle e Servière.
I rinforzi di artiglieria consistevano in due batterie di artiglieria militare da 80 millimetri, al comando dei capitani Jourdy e de Saxcé, e in una batteria di "cannoni-revolver" servita da marinai. Fu inviato anche un distaccamento di cavalleria di 50 chasseurs d'Afrique al comando del capitano Laperrine, per dare al corpo di spedizione maggior capacità di esplorazione e inseguimento, oltre a una serie di unità specializzate, tra cui un distaccamento di palloni aerostatici (tenente Jullien). Fu anche inviato un drappello di quasi 200 uomini per riportare alla sua forza ufficiale di 800 uomini il battaglione della Legione di Donnier, che aveva subito pesanti perdite a Sơn Tây, .
I rinforzi salparono dalla Francia e dal Nord Africa in due convogli, nel dicembre 1883 e nel gennaio 1884. Il 23 dicembre 1883 i trasporti Vĩnh Long, Européen, Comorin e Cholon lasciarono Tolone per imbarcare i rinforzi della Legione, dei fuciliari Turcos e del Bat' d'Af a Mers-el-Kebir e Orano. Il 10 gennaio 1884 i tre battaglioni di linea, l'artiglieria e le truppe specializzate salparono da Tolone a bordo dei trasporti Saint-Germain, Poitou, Annamite e Mytho. Due navi più piccole, il Sarthe e il Shamrock, accolsero l'eccedenza di truppe.

### Ordine di battaglia, campagna di Bắc Ninh
La colonna di spedizione che il generale Millot condusse a Bắc Ninh nel marzo 1884 era organizzata in due brigate, sotto il comando dei generali Louis Brière de l'Isle e François de Négrier. Dopo aver effettuato deduzioni di truppe per il servizio di guarnigione, Millot fu in grado di assegnare a ciascuno dei suoi comandanti di brigata due reggimenti di marcia (régiments de marche), ciascuno contenente l'equivalente di tre battaglioni di fanteria. Il protocollo professionale gli impediva di mescolare i battaglioni della fanteria di marina, dell'Armée d'Afrique e dell'esercito metropolitano (Armée de terre), e fu costretto a creare un reggimento di fanteria di marina, due reggimenti algerini di truppe dell'Armée d'Afrique e un reggimento francese.  Uno dei reggimenti algerini conteneva i tre battaglioni di Turcos allora in Tonchino, l'altro le formazioni della Legione straniera e della fanteria leggera Africana. Questi quattro reggimenti di marcia erano comandati rispettivamente dai tenenti colonnelli Bertaux-Levillain, Belin, Duchesne e Defoy.
| 1ª Brigata (Generale di brigata Louis Brière de l'Isle)    | 1º Reggimento di marcia (Tenente colonnello Bertaux-Levillain)       | Battaglione di fanteria di marina (Chef de bataillon Reygasse)                         |
| 1ª Brigata (Generale di brigata Louis Brière de l'Isle)    | 1º Reggimento di marcia (Tenente colonnello Bertaux-Levillain)       | Battaglione di fanteria di marina (Chef de bataillon Coronnat)                         |
| 1ª Brigata (Generale di brigata Louis Brière de l'Isle)    | 2º Reggimento di marcia (Tenente colonnello Belin)                   | 1º Battaglione, 3º Reggimento di Tirailleurs Algériens (Chef de bataillon Godon)       |
| 1ª Brigata (Generale di brigata Louis Brière de l'Isle)    | 2º Reggimento di marcia (Tenente colonnello Belin)                   | 2º Battaglione, 1º Reggimento di Tirailleurs Algériens (Chef de bataillon Hessling)    |
| 1ª Brigata (Generale di brigata Louis Brière de l'Isle)    | 2º Reggimento di marcia (Tenente colonnello Belin)                   | 3º Battaglione, 3º Reggimento di Tirailleurs Algériens (Chef de bataillon de Mibielle) |
| 1ª Brigata (Generale di brigata Louis Brière de l'Isle)    | Battaglione di fucilieri di marina (Capitano di fregata Laguerre)    |                                                                                        |
| 1ª Brigata (Generale di brigata Louis Brière de l'Isle)    | Ariglieria di brigata (Chef d'escadron de Douvres)                   | 1ª Batteria di artiglieria di marina bis (Capitano Régis)                              |
| 1ª Brigata (Generale di brigata Louis Brière de l'Isle)    | Ariglieria di brigata (Chef d'escadron de Douvres)                   | 2ª Batteria di artiglieria di marina bis (Capitano Vintemberger)                       |
| 1ª Brigata (Generale di brigata Louis Brière de l'Isle)    | Ariglieria di brigata (Chef d'escadron de Douvres)                   | 6ª Batteria di artiglieria di marina bis (Capitano Dudraille)                          |
| 1ª Brigata (Generale di brigata Louis Brière de l'Isle)    | Ariglieria di brigata (Chef d'escadron de Douvres)                   | 11ª Batteria, 12º Reggimento di artiglieria dell'esercito (Capitano Jourdy)            |
| 1ª Brigata (Generale di brigata Louis Brière de l'Isle)    | Ariglieria di brigata (Chef d'escadron de Douvres)                   | batteria di artiglieria navale, corpo di sbarco                                        |
| 2ª Brigata (Generale di brigata François Oscar de Négrier) | 3º Reggimento di marcia (Tenente colonnello Defoy)                   | 23º Battaglione di fanteria di linea (Chef de bataillon Godart)                        |
| 2ª Brigata (Generale di brigata François Oscar de Négrier) | 3º Reggimento di marcia (Tenente colonnello Defoy)                   | 111º Battaglione di fanteria di linea (Tenente colonnello Chapuis)                     |
| 2ª Brigata (Generale di brigata François Oscar de Négrier) | 3º Reggimento di marcia (Tenente colonnello Defoy)                   | 143º Battaglione di fanteria di linea (Chef de bataillon Farret)                       |
| 2ª Brigata (Generale di brigata François Oscar de Négrier) | 4º Reggimento di marcia (Tenente colonnello Duchesne)                | 1º Battaglione della Legione straniera (Chef de bataillon Donnier)                     |
| 2ª Brigata (Generale di brigata François Oscar de Négrier) | 4º Reggimento di marcia (Tenente colonnello Duchesne)                | 2º Battaglione della Legione straniera (Chef de bataillon Hutin)                       |
| 2ª Brigata (Generale di brigata François Oscar de Négrier) | 4º Reggimento di marcia (Tenente colonnello Duchesne)                | 2º Battaglione di fanteria leggera africana (Chef de bataillon Servière)               |
| 2ª Brigata (Generale di brigata François Oscar de Négrier) | Battaglione di fucilieri di marina (Capitano di fregata de Beaumont) |                                                                                        |
| 2ª Brigata (Generale di brigata François Oscar de Négrier) | Artiglieria di brigata (Chef d'escadron Chapotin)                    | 3ª Batteria di artiglieria di marina bis (Capitano Roussel)                            |
| 2ª Brigata (Generale di brigata François Oscar de Négrier) | Artiglieria di brigata (Chef d'escadron Chapotin)                    | 4ª Batteria di artiglieria di marina bis (Capitano Roperh)                             |
| 2ª Brigata (Generale di brigata François Oscar de Négrier) | Artiglieria di brigata (Chef d'escadron Chapotin)                    | 12ª Batteria, 12º Reggimento di artiglieria dell'esercito (Capitano de Saxcé)          |
| 2ª Brigata (Generale di brigata François Oscar de Négrier) | Artiglieria di brigata (Chef d'escadron Chapotin)                    | Mezza batteria di artiglieria navale, corpo di sbarco                                  |

### Ordine di battaglia, campagne di Lạng Sơn e Tuyên Quang
Durante la campagna di Lạng Sơn (febbraio 1885) e le campagne del marzo 1885 intorno a Tuyên Quang e Lạng Sơn, entrambe le brigate del corpo di spedizione contenevano due reggimenti di marcia (régiments de marche), ciascuno di due o tre battaglioni, con artiglieria di supporto, fucilieri tonchinesi, distaccamenti del genio e ospedale da campo. La 1ª Brigata di Giovanninelli era composta da un reggimento di fanteria di marina di due battaglioni, un reggimento di Tirailleurs algériens di due battaglioni, un battaglione di fucilieri tonchinesi e tre batterie di artiglieria. La 2ª Brigata di De Négrier era composta da un reggimento "francese" di tre battaglioni di fanteria di linea dell'esercito metropolitano, un reggimento "algerino" di due battaglioni della Legione Straniera e un battaglione di fanteria leggera africana, un battaglione di fucilieri tonchinesi e tre batterie di artiglieria:
| 1ª Brigata (Colonnello Ange-Laurent Giovanninelli)   | 1º Reggimento di marcia (Tenente colonnello Chaumont)                                     | Battaglione di fanteria di marina (Chef de bataillon Mahias)                           |
| 1ª Brigata (Colonnello Ange-Laurent Giovanninelli)   | 1º Reggimento di marcia (Tenente colonnello Chaumont)                                     | Battaglione di fanteria di marina (Chef de bataillon Lambinet)                         |
| 1ª Brigata (Colonnello Ange-Laurent Giovanninelli)   | 2º Reggimento di marcia (Tenente colonnello Letellier)                                    | 3º Battaglione, 3º Reggimento di Tirailleurs algériens (Chef de bataillon de Mibielle) |
| 1ª Brigata (Colonnello Ange-Laurent Giovanninelli)   | 2º Reggimento di marcia (Tenente colonnello Letellier)                                    | 4º Battaglione, 1º Reggimento di Tirailleurs algériens (Chef de bataillon Comoy)       |
| 1ª Brigata (Colonnello Ange-Laurent Giovanninelli)   | 1º Battaglione, 2º Reggimento di fucilieri tonchinesi (Chef de bataillon Tonnot)          |                                                                                        |
| 1ª Brigata (Colonnello Ange-Laurent Giovanninelli)   | Artiglieria di brigata (Chef d'escadron Levrard)                                          | 3ª Batteria di artiglieria di marina bis (Capitano Roussel)                            |
| 1ª Brigata (Colonnello Ange-Laurent Giovanninelli)   | Artiglieria di brigata (Chef d'escadron Levrard)                                          | 4ª Batteria di artiglieria di marina bis (Capitano Roperh)                             |
| 1ª Brigata (Colonnello Ange-Laurent Giovanninelli)   | Artiglieria di brigata (Chef d'escadron Levrard)                                          | 5ª Batteria di artiglieria di marina bis (Capitano Péricaud)                           |
| 2ª Brigata (Generale di brigata François de Négrier) | 3º Reggimento di marcia (Tenente colonnello Herbinger)                                    | 23º Battaglione di fanteria di linea (Tenente colonnello Godart)                       |
| 2ª Brigata (Generale di brigata François de Négrier) | 3º Reggimento di marcia (Tenente colonnello Herbinger)                                    | 111º Battaglione di fanteria di linea (Chef de bataillon Faure)                        |
| 2ª Brigata (Generale di brigata François de Négrier) | 3º Reggimento di marcia (Tenente colonnello Herbinger)                                    | 143º Battaglione di fanteria di linea (Chef de bataillon Farret)                       |
| 2ª Brigata (Generale di brigata François de Négrier) | 4º Reggimento di marcia (Tenente colonnello Donnier)                                      | 2º Battaglione della Legione straniera (Chef de bataillon Diguet)                      |
| 2ª Brigata (Generale di brigata François de Négrier) | 4º Reggimento di marcia (Tenente colonnello Donnier)                                      | 3º Battaglione della Legione straniera (Tenente colonnello Schoeffer)                  |
| 2ª Brigata (Generale di brigata François de Négrier) | 4º Reggimento di marcia (Tenente colonnello Donnier)                                      | 2º Battaglione di fanteria leggera africana (Chef de bataillon Servière)               |
| 2ª Brigata (Generale di brigata François de Négrier) | 1º Battaglione, 1º Reggimento di fucilieri tonchinese (Chef de bataillon Jorna de Lacale) |                                                                                        |
| 2ª Brigata (Generale di brigata François de Négrier) | Artiglieria di brigata (Chef d'escadron de Douvres)                                       | 1ª Batteria di artiglieria di marina bis (Capitano Martin)                             |
| 2ª Brigata (Generale di brigata François de Négrier) | Artiglieria di brigata (Chef d'escadron de Douvres)                                       | 11ª Batteria, 12º Reggimento di fanteria dell'esercito (Captain Jourdy)                |
| 2ª Brigata (Generale di brigata François de Négrier) | Artiglieria di brigata (Chef d'escadron de Douvres)                                       | 12ª Batteria, 12º Reggimento di fanteria dell'esercito (Capitano de Saxcé)             |

I complementi di artiglieria delle due brigate furono riorganizzati prima che la 1ª Brigata lasciasse Lạng Sơn per alleviare l'assedio di Tuyên Quang. Le batterie di Roussel e Roperh furono lasciate a Lạng Sơn, mentre la batteria di Jourdy fu trasferita alla 1ª Brigata.

### Rinforzi nel marzo 1885
Nel marzo 1885 il corpo di spedizione fu rinforzato da due battaglioni di zuavi (chef de bataillon Mignot e Simon), sotto il comando generale del tenente colonnello Callet, da un terzo battaglione di Tirailleurs algériens, da una batteria di artiglieria militare (capitano Gradoz) e da due squadroni di spahi (capitani Pfeiffer e Marochetti). Il battaglione di zuavi di Mignot fu sconfitto nella battaglia di Phu Lam Tao il 23 marzo 1885. Lo squadrone di spahi di Pfeiffer si unì alla 2ª Brigata durante la ritirata da Lạng Sơn: comandante in carica della brigata, il tenente colonnello Herbinger, gli vietò effettuare una carica contro un piccolo gruppo di schermagliatori cinesi a Pho Cam.

### Rinforzi nel giugno 1885
Nell'aprile 1885 il governo francese rispose alla notizia della Ritirata da Lạng Sơn disponendo l'invio nel Tonchino di rinforzi per poco meno di 8000 uomini. Decise di portare i tre battaglioni di linea francesi, ormai esauriti, alla forza adeguata di poco più di 3000 uomini, facendo appello ai volontari delle classi 1881 e 1882 di tutti i reggimenti di linea dell'esercito metropolitano. A questo appello risposero poco meno di 1700 ufficiali e soldati, più che raddoppiando la forza del reggimento di marcia francese. Nel frattempo, all'Armée d'Afrique fu chiesto di fornire poco meno di 4000 uomini, procedendo a nuovi arruolamenti dai suoi battaglioni di zuavi, Turcos, legionari e fanteria leggera africana. Fu anche chiesto di inviare nel Tonchino un terzo battaglione di zuavi al comando dello chef de bataillon Hubert Metzinger e di fornire uno squadrone di spahis e un mezzo squadrone di Chasseurs d'Afrique per ingrossare il magro contingente di cavalleria del corpo di spedizione. Cinque batterie di artiglieria dell'esercito e una batteria di artiglieria navale (circa 30 cannoni e 1400 uomini) furono destinate al Tonchino.

### Schieramento della 1ª e della 2ª Divisione, giugno 1885
Con l'arrivo di questi rinforzi dalla Francia nel giugno 1885, il corpo di spedizione ampliato era sulla carta una forza formidabile. Quattro battaglioni di Turcos, tre battaglioni di zuavi, due battaglioni di fanteria di marina, quattro battaglioni della Legione straniera, tre battaglioni di fanteria di linea, due battaglioni di Zéphyr e sette battaglioni di Fucilieri tonchinesi, oltre a unità di artiglieria, di cavalleria e del genio di supporto, furono raggruppati in quattro brigate schierate intorno alle località strategiche del Delta:
| 1ª Divisione (Generale Brière de l'Isle), a Hanoi | 1ª Brigata (Generale Jamais), a Sơn Tây                | 1º Reggimento di marcia (Colonnello Mourlan)                      |
| 1ª Divisione (Generale Brière de l'Isle), a Hanoi | 1ª Brigata (Generale Jamais), a Sơn Tây                | 2º Reggimento di marcia (Tenente colonnello Callet)               |
| 1ª Divisione (Generale Brière de l'Isle), a Hanoi | 2ª Brigata (Generale Munier), a Hanoi                  | 3º Reggimento di marcia (Tenente colonnello Chaumont)             |
| 1ª Divisione (Generale Brière de l'Isle), a Hanoi | 2ª Brigata (Generale Munier), a Hanoi                  | 1º Reggimento di fucilieri tonchinesi (Colonnello de Maussion)    |
| 2ª Divisione (Generale de Négrier), a Haiphong    | 3ª Brigata (Generale Giovanninelli), a Phu Lang Thuong | 4º Reggimento di marcia (Colonnello Donnier)                      |
| 2ª Divisione (Generale de Négrier), a Haiphong    | 3ª Brigata (Generale Giovanninelli), a Phu Lang Thuong | Battaglione di fanteria leggera africana                          |
| 2ª Divisione (Generale de Négrier), a Haiphong    | 3ª Brigata (Generale Giovanninelli), a Phu Lang Thuong | Battaglione di fanteria leggera africana                          |
| 2ª Divisione (Generale de Négrier), a Haiphong    | 4ª Brigata (Generale Prud'homme), a Dap Cau            | 5º Reggimento di marcia (Colonnello Godart)                       |
| 2ª Divisione (Generale de Négrier), a Haiphong    | 4ª Brigata (Generale Prud'homme), a Dap Cau            | 2º Reggimento di fucilieri tonchinesi (Tenente colonnello Berger) |

### 3ª Divisione
Una 3ª Divisione di riserva di 9000 uomini fu riunita a Pas de Lanciers, vicino a Marsiglia, nell'aprile del 1885, nel caso in cui i cinesi si fossero mostrati riluttanti ad attuare le disposizioni del protocollo di pace appena firmato. La 3ª Divisione, sotto il comando del generale Coiffé, era composta da due brigate, ciascuna composta da due reggimenti di fanteria di linea e da un battaglione di Chasseurs à pied. La 1ª Brigata della divisione (generale de Pereira) era composta dal 47º Reggimento di fanteria (di Saint-Malo), dal 62º Reggimento di fanteria (di Lorient) e dal 22º Battaglione di Chasseurs à pied (di Morlaix). La 2ª Brigata (generale de Sermensan) era composta dal 63º Reggimento di fanteria (di Limoges), dal 123º Reggimento di fanteria (di La Rochelle) e dal 28º battaglione di Chasseurs à pied (di Bayonne). La divisione fu colpita da un'epidemia di febbre tifoidea e dovette evacuare i suoi campi: se i suoi uomini fossero stati inviati nel Tonchino, avrebbero probabilmente sofferto un alto tasso di mortalità. In ogni caso, la Cina applicò scrupolosamente i termini dell'accordo di pace e la divisione fu sciolta alla fine di giugno del 1885.

## Compagnie di fanteria di marina nel Tonchino, 1883-1886
La seguente tabella elenca tutte le compagnie di fanteria di marina note per aver prestato servizio nel Tonchino tra l'aprile 1882 e l'aprile 1886. Sei compagnie del 2º Reggimento di fanteria di marina furono distaccate dal Corpo di spedizione del Tonchino nel settembre 1884 per partecipare alla campagna di Keelung, nel nord di Formosa. Gli ufficiali caduti in azione sono contrassegnati con †.
| Reggimento                          | Compagnia     | Ufficiali                                                          | Campagne e battaglie |
| ----------------------------------- | ------------- | ------------------------------------------------------------------ | --- |
| 1º Reggimento di fanteria di marina | 25ª Compagnia | Capitano Poulnot, Capitano Chanu†, Capitano Tailland†              | Battaglia di Phủ Hoài, Campagna di Sơn Tây, Battaglia di Yu Oc, Battaglia di Núi Bop, Campagna di Lạng Sơn, Battaglia di Hòa Mộc |
| 1º Reggimento di fanteria di marina | 28ª Compagnia | Capitano Boulle, Capitano Herbin                                   | Campagna di Sơn Tây, Battaglia di Yu Oc, Battaglia di Hòa Mộc                                                                    |
| 1º Reggimento di fanteria di marina | 29ª Compagnia | Capitano Durruthy, Capitano Salles                                 | Campagna di Sơn Tây, Battaglia di Núi Bop, Campagna di Lạng Sơn, Battaglia di Hòa Mộc                                            |
| 1º Reggimento di fanteria di marina | 34ª Compagnia | Capitano Larivière, Capitano Hougnon                               | Battaglia di Phủ Hoài, Battaglia di Núi Bop, Campagna di Lạng Sơn, Battaglia di Hòa Mộc                                          |
| 1º Reggimento di fanteria di marina | 36ª Compagnia | Capitano Lombard, Capitano Bourguignon†                            | Battaglia di Phủ Hoài, Battaglia di Núi Bop, Campagna di Lạng Sơn, Battaglia di Hòa Mộc                                          |
| 2º Reggimento di fanteria di marina | 21ª Compagnia | Capitano Bauche                                                    | Campagna di Sơn Tây, Campagna di Keelung                                                                                         |
| 2º Reggimento di fanteria di marina | 22ª Compagnia | Capitano Cuny, Capitano Thirion                                    | Campagna di Sơn Tây, Campagna di Keelung                                                                                         |
| 2º Reggimento di fanteria di marina | 23ª Compagnia | Capitano Leverger                                                  | Campagna di Sơn Tây, Campagna di Keelung                                                                                         |
| 2º Reggimento di fanteria di marina | 24ª Compagnia | Capitano Lacroix, Capitano Onffroy de la Rozière                   | Campagna di Keelung |
| 2º Reggimento di fanteria di marina | 25ª Compagnia | Capitano Amouroux, Capitano Logos                                  | Campagna di Keelung, Campagna delle Pescadores                                                                                   |
| 2º Reggimento di fanteria di marina | 26ª Compagnia | Ten. Goldschoen, Capitano Doucet, Capitano Bertin, Capitano Harlay | Battaglia di Phủ Hoài, Battaglia di Palan, Campagna di Keelung, Campagna delle Pescadores                                        |
| 2º Reggimento di fanteria di marina | 27ª Compagnia | Capitano Guérin de Fontjoyeux, Capitano Cramoisy                   | Battaglia di Phủ Hoài, Battaglia di Palan, Campagna di Keelung, Campagna delle Pescadores                                        |
| 2º Reggimento di fanteria di marina | 29ª Compagnia | Capitano Retrouvey, Capitano Jay                                   | Battaglia di Phủ Hoài |
| 2º Reggimento di fanteria di marina | 30ª Compagnia | Capitano Le Boulaire, Capitano Vaillance                           | Campagna di Keelung, Campagna delle Pescadores                                                                                   |
| 2º Reggimento di fanteria di marina | 31ª Compagnia | Capitano Caboureau                                                 | Battaglia di Gia Cuc, Battaglia di Cầu Giấy                                                                                      |
| 2º Reggimento di fanteria di marina | 33ª Compagnia | Capitano Trilha                                                    | Battaglia di Phủ Hoài |
| 3º Reggimanto di fanteria di marina | 21ª Compagnia | Capitano Buquet                                                    | Presa di Nam Định, Battaglia di Phủ Hoài, Imboscata di Bắc Lệ                                                                    |
| 3º Reggimanto di fanteria di marina | 22ª Compagnia | Capitano Jeannin†                                                  | Presa di Nam Định, Imboscata di Bắc Lệ                                                                                           |
| 3º Reggimanto di fanteria di marina | 23ª Compagnia | Capitano Penther                                                   | Presa di Nam Định, Imboscata di Bắc Lệ                                                                                           |
| 3º Reggimanto di fanteria di marina | 24ª Compagnia | Capitano Jacquin†                                                  | Battaglia di Cầu Giấy |
| 3º Reggimanto di fanteria di marina | 26ª Compagnia | Capitano Poisot                                                    | Campagna di Sơn Tây |
| 3º Reggimanto di fanteria di marina | 29ª Compagnia | Capitano Noble                                                     | Campagna di Sơn Tây |
| 3º Reggimanto di fanteria di marina | 33ª Compagnia | Capitano Trilha                                                    | Campagna di Sơn Tây |
| 4º Reggimento di fanteria di marina | 25ª Compagnia | Capitano Drouin                                                    | Battaglia di Phủ Hoài, Battaglia di Palan                                                                                        |
| 4º Reggimento di fanteria di marina | 26ª Compagnia | Capitano Taccoën, Capitano Bécourt                                 | Battaglia di Phủ Hoài, Battaglia di Palan                                                                                        |
| 4º Reggimento di fanteria di marina | 27ª Compagnia | Capitano Lancelot                                                  | Presa di Nam Định, Battaglia di Palan                                                                                            |
| 4º Reggimento di fanteria di marina | 30ª Compagnia | Capitano Martellière                                               | Battaglia di Gia Cuc, Battaglia di Phủ Hoài                                                                                      |
| 4º Reggimento di fanteria di marina | 31ª Compagnia | Capitano Guilloteaux                                               | Presa di Nam Định |

## Ufficiali caduti in azione

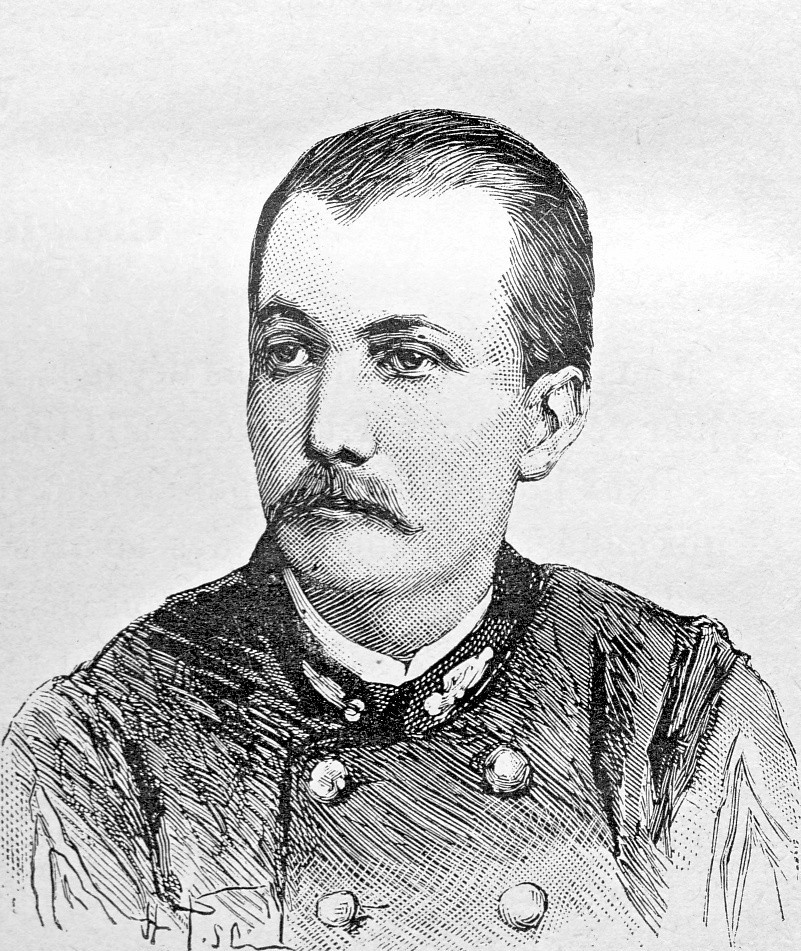
Il capitano Gravereau, 2º Battaglione della Legione (Tay Hoa, 4 February 1885)
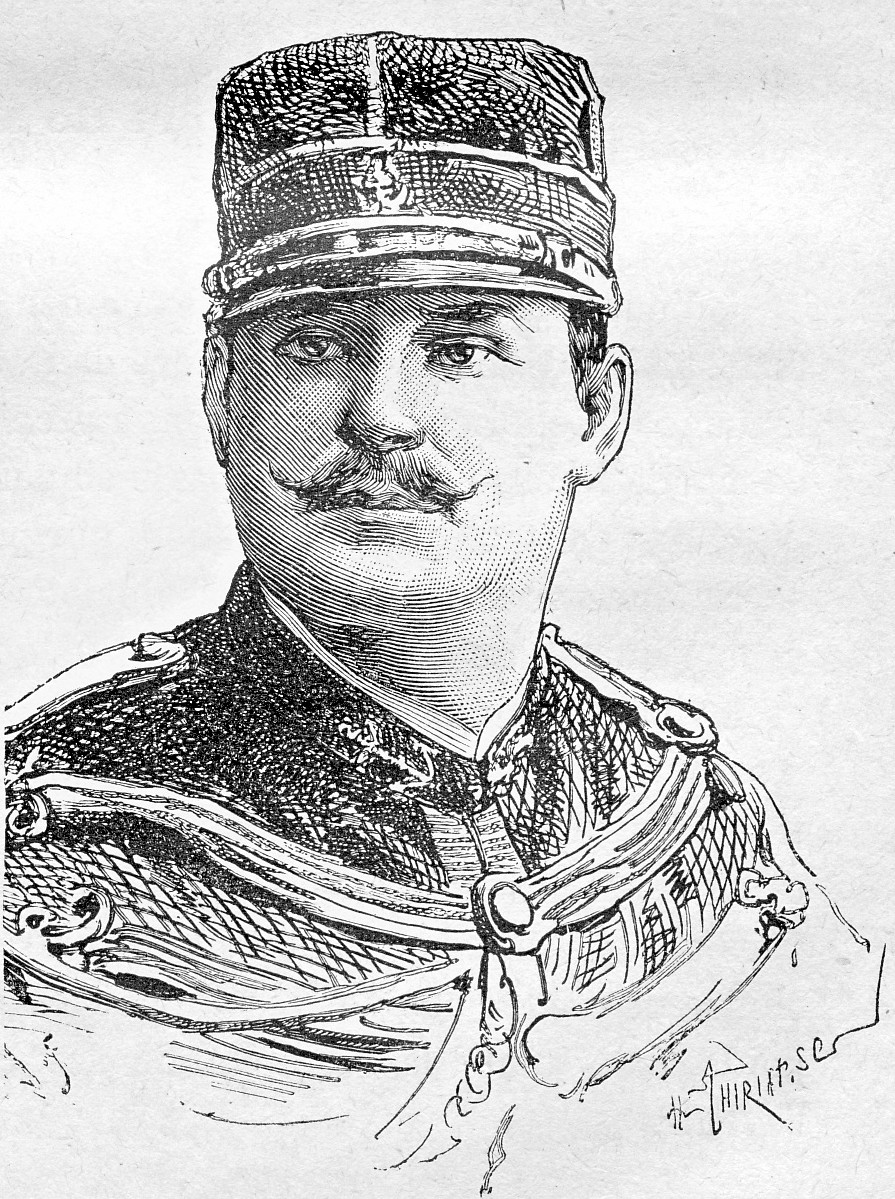
Il sottotenente Bossant, fanteria di marina (Bac Vie, 12 February 1885)
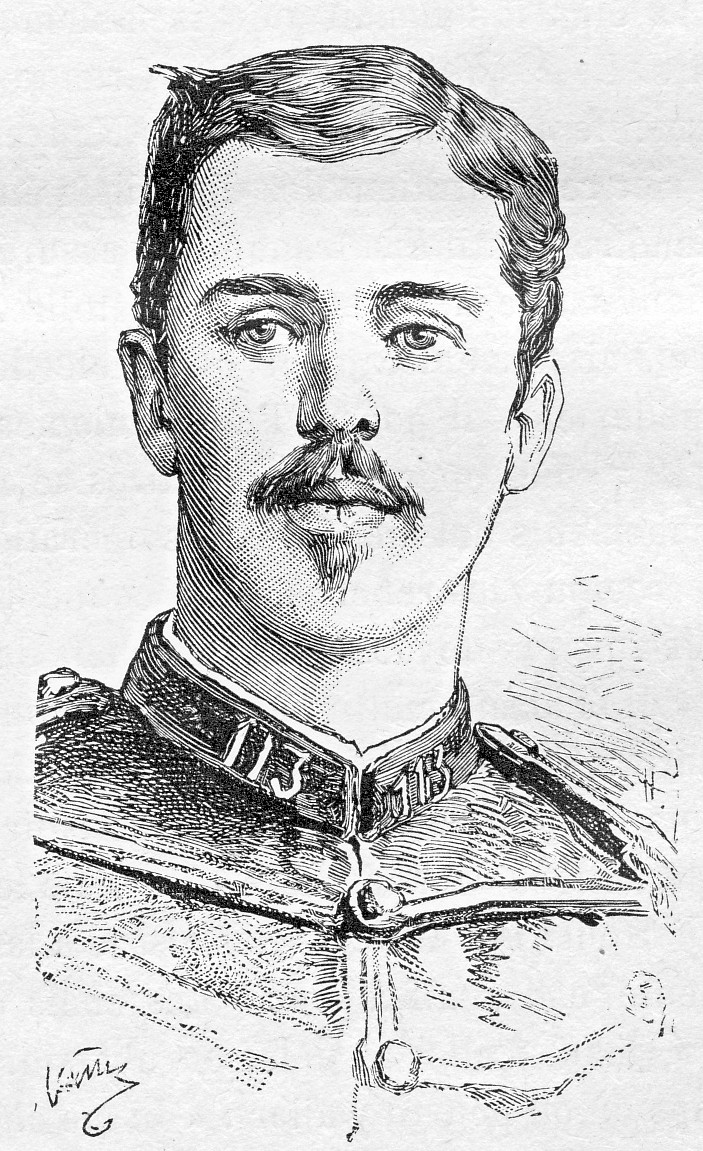
Il sottotenente Émile Portier, 111º Battaglione di linea (Dong Dang, 23 February 1885)
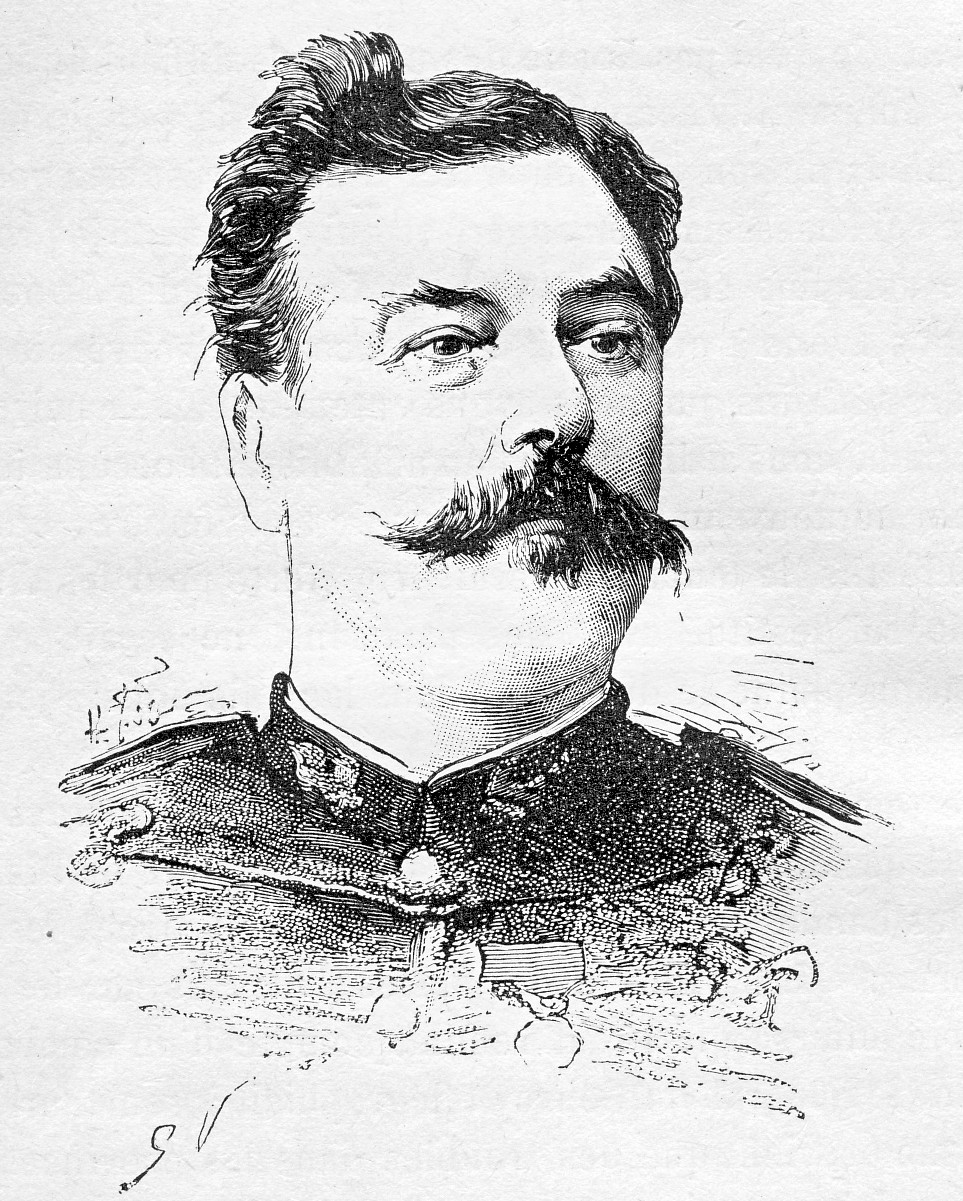
Il capitano Tailland, fanteria di marina (Hòa Mộc, 2 March 1885)
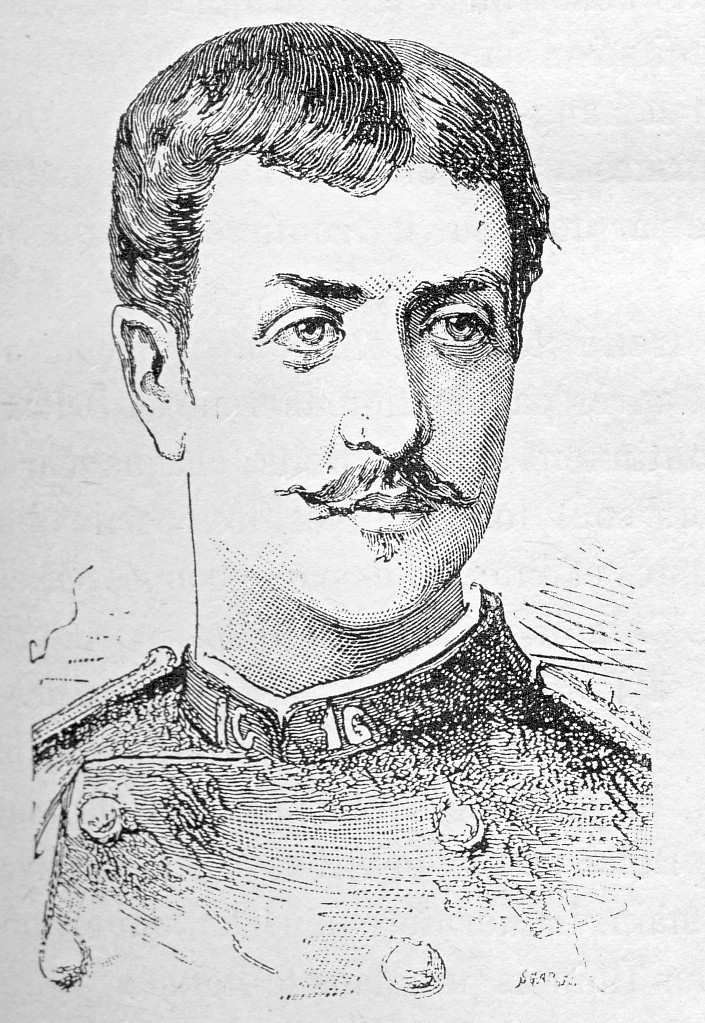
Il sottotenente René Normand, 111º Battaglione di linea (Bang Bo, 24 March 1885)
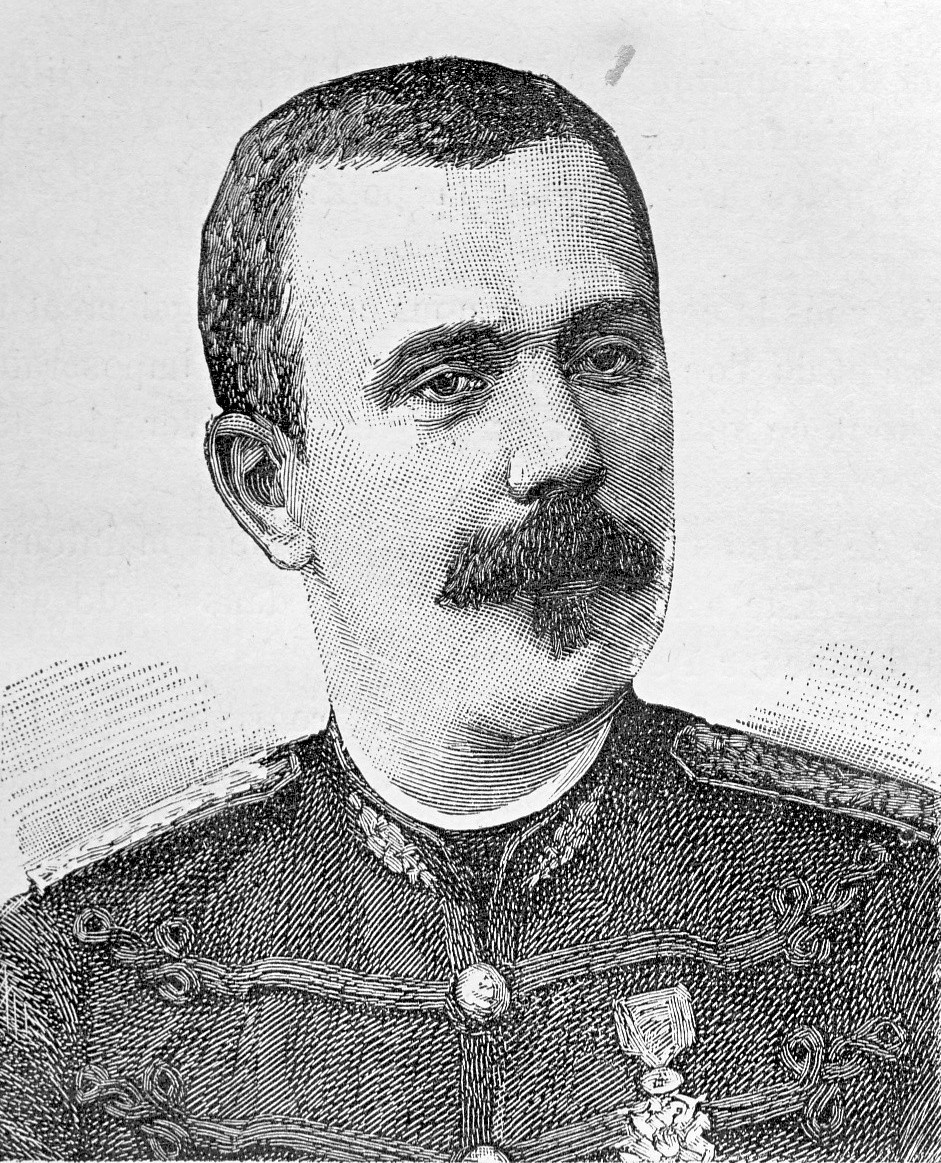
Il dottor Raynaud, 111º Battaglione di linea (Bang Bo, 24 March 1885)
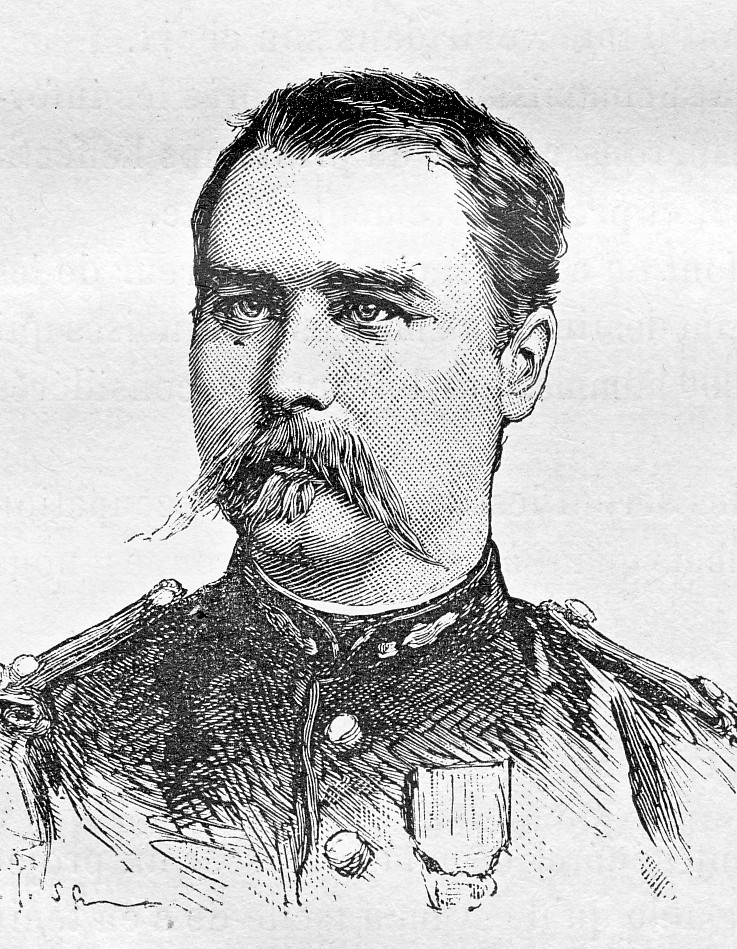
Il capitano Cotter, 2º Battaglione della Legione (Bang Bo, 24 March 1885)
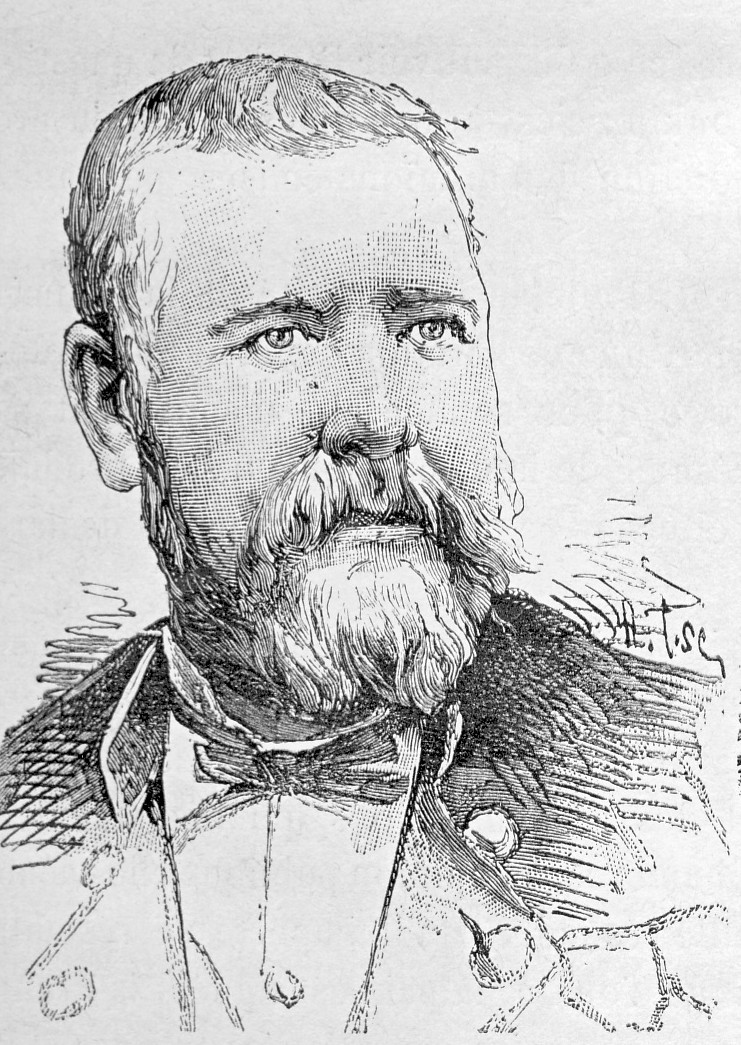
Il capitano Brunet, 3º Battaglione della Legione (Bang Bo, 24 March 1885)

## Uniforms of the expeditionary corps, 1884–5

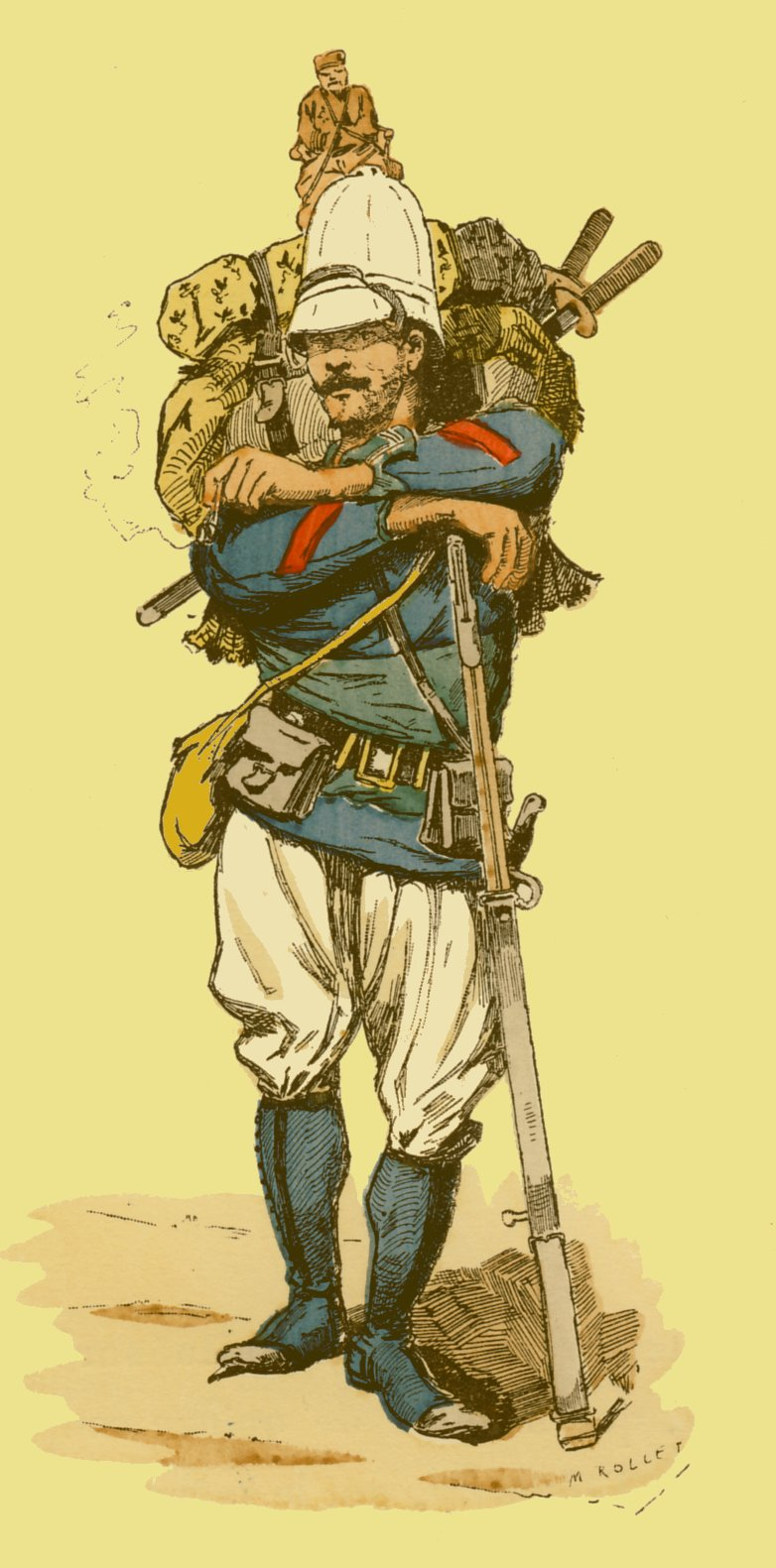
Fante di marina
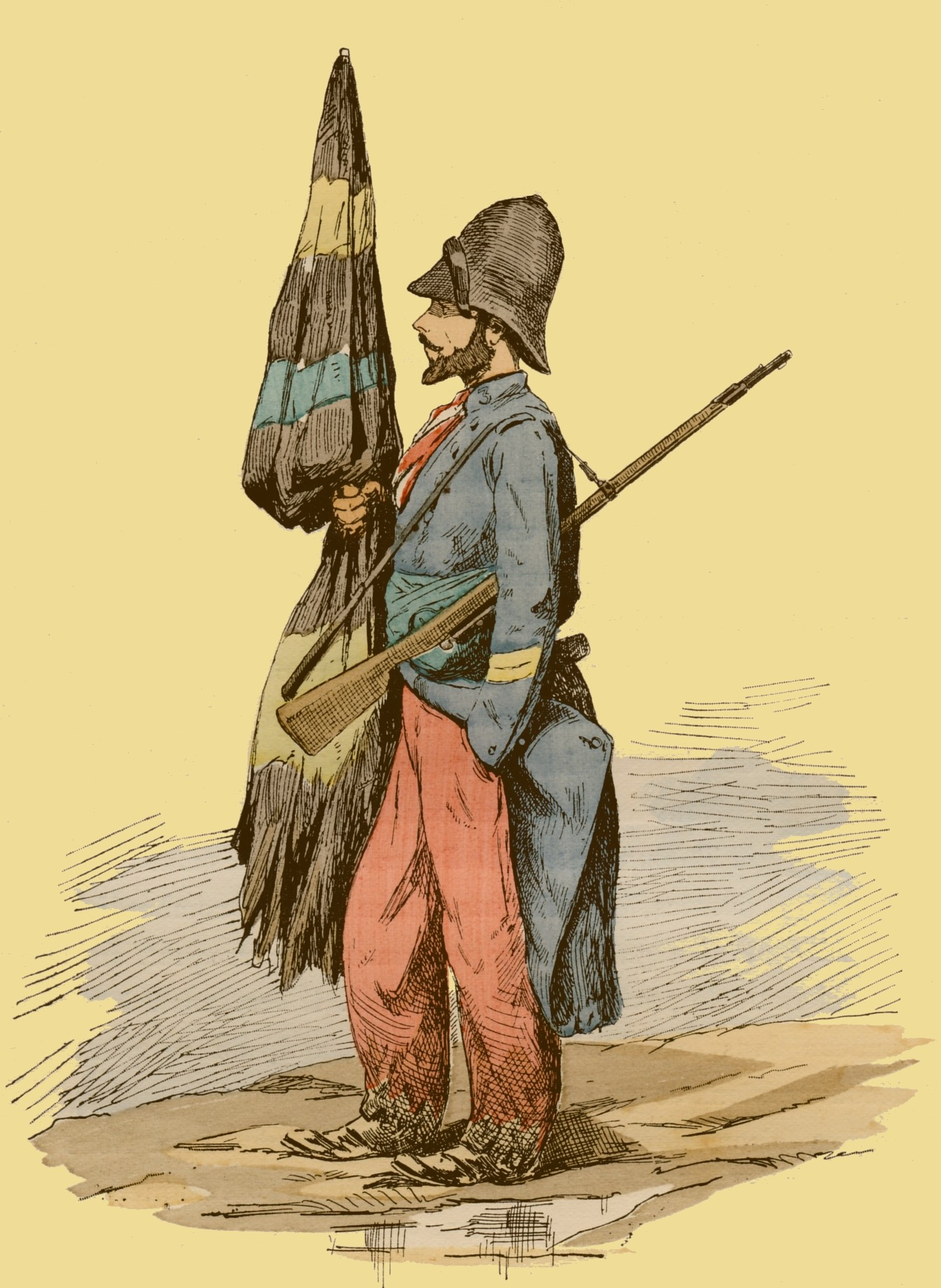
Legionario
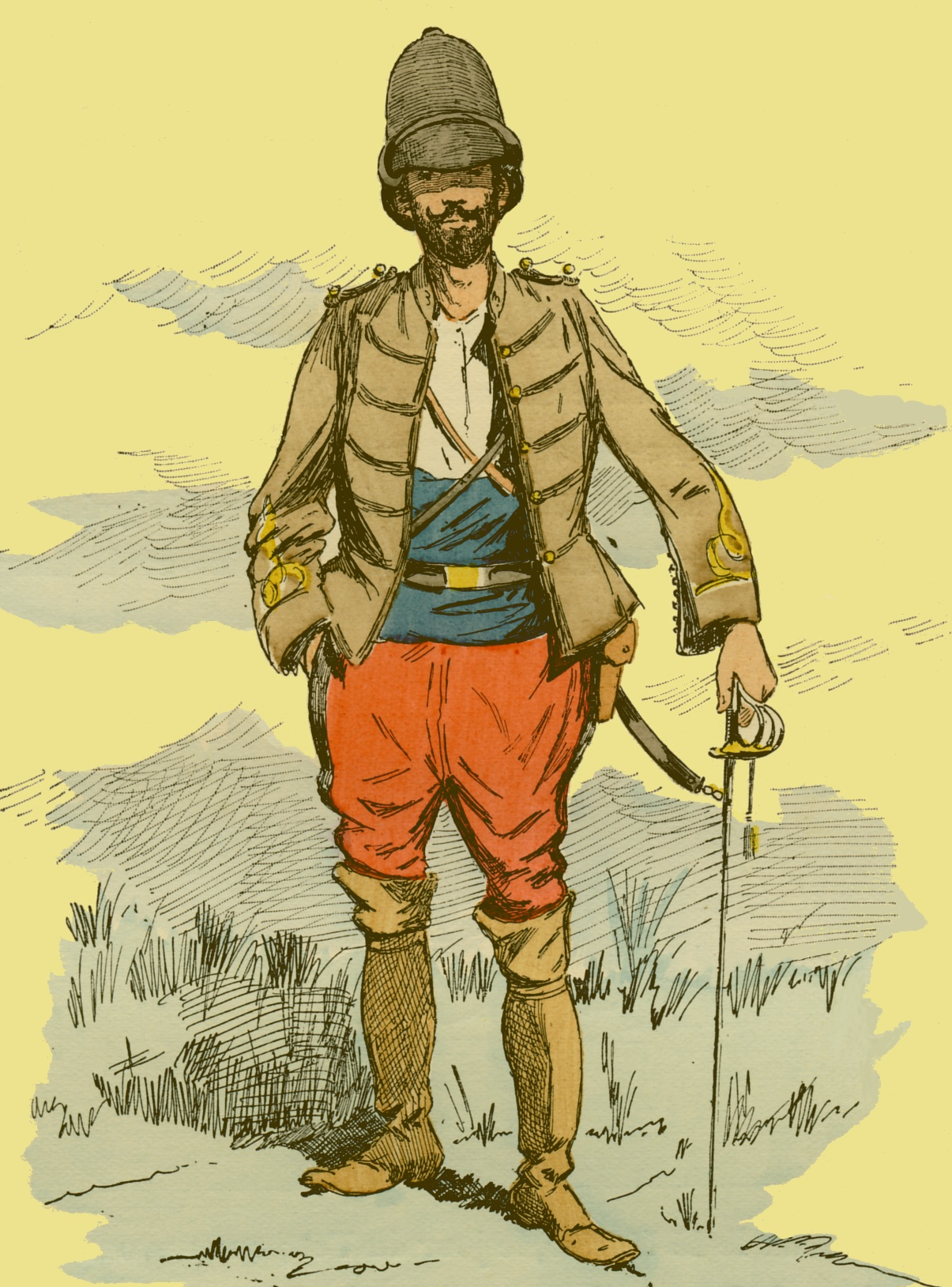
Ufficiale degli Zuavi